# Istjerivači duhova 2
Istjerivači duhova 2 (eng. Ghostbusters II) američka je fantastična komedija iz 1989. koju je režirao Ivan Reitman prema scenariju kojeg su napisali Dan Aykroyd i Harold Ramis. Nastavak je filma Istjerivači duhova iz 1984. U vrijeme kino premijere film je imao najveći utržak u tri dana u prvom tjednu prikazivanja u povijesti kinematografije (29.472.894 $, prilagođeno po inflaciji 52.709.710 $ po današnjim standardima), rekord koji je slomljen točno tjedan dana kasnije s filmom Batman (40.505.884 $).
U svrhu nastavka, skoro cijela ekipa iz prvog filma opet se okupila na snimanju. Iako je film bio popularan te bio relativno dobro prihvaćen od obožavatelja, primio je podvojene recenzije kritičara. Usprkos tome što su Istjerivači duhova 2 zaradili upola manje na američkim kino blagajnama od prvog filma, 112,494,738 $, ipak su bili 7. najkomercijalniji film 1989.

## Radnja
New York. 5 godina nakon prvih događaja, duhova više nema i istjerivači duhova su postali nezaposleni. Peter radi u jednoj jeftinoj emisiji koja se bavi paranormalnim temama, Ray i Winston zabavljaju djecu u vrtićima a Egon radi u jednom institutu. Ipak, jednog dana se zli duhovi vrate: dok je prevozila svoju bebu u kolicima, Dana je ostala šokirana kada su se kolica pokrenula i stala sama od sebe. Ona potraži pomoć kod sada nezaposlenih istjerivača duhova koji otkriju ogromnu rijeku crvene sluzi ispod grada, koja je materijalizacija svih negativnih osjećaja ljudi. Kada to istraže, slučajno pokvare dotok električne struje u velikom dijelu grada, pa završe na sudu. No upravo kada ih sudac kani osuditi, pojave se duhovi i istjerivači duhova krenu u akciju te tako obnove posao.
Istodobno, duh zlog diktatora Viga s Karpata se vratio u jednoj slici u Daninoj galeriji za obnovu i restauraciju te postao zapovjednik Janosza, smotanog zaposlenika. Vigo želi Daninu bebu kako bi dobio tijelo i zagospodario svijetom. Kako bi ga zaustavili, istjerivači duhova upotrijebe pozitivnu crvenu sluz, stvorenu pozitivnom energijom, te tako pokrenu kip slobode s kojim provale u zgradu u kojoj je Vigo. Uspiju ga uništiti s njegovom slikom te oslobode Janosza njegovog utjecaja. Na kraju izađu van na veselje gomile i srušenog kipa slobode u pozadini.

## Filmska ekipa
- Ivan Reitman, redatelj

- Bill Murray kao Peter Venkman
- Dan Aykroyd kao Ray Stantz
- Sigourney Weaver kao Dana Barrett
- Harold Ramis kao Egon Spengler
- Rick Moranis kao Louis Tully
- Ernie Hudson kao Winston Zeddemore
- Peter MacNicol kao Janosz Poha
- Wilhelm von Homburg kao Vigo
- Annie Potts kao Janine Melnitz
- Harris Yulin kao Sudac Wexler
- Max von Sydow kao Vigov glas

## Izbačene scene
- U sekvenci Rayjove okultne knjižare, izbačen je dio u kojem se otkriva da ga je Peter zapravo prethodno nazvao preko telefona, promijenivši ton glasa, našalivši se na njegov račun kako bi ispao kao neki šašav mušterija.
- Scena s duhom trkačem je malo skraćena u filmu. U originalu, nakon što ga ulove, Venkman i Stantz prokomentiraju njegovo trčanje ("Znaš da je pretrčao ovu zadnju stazu ispod 6 minuta?" - "Da nije mrtav, bio bi Olimpijska nada").
- TV reklama za istjerivače duhova je bila neznatno duža i sadržavala je jednu scenu u kojoj se Winston pravi da lovi lažnog duha.
- Cijeli niz scena u kojima Louis pokušava uloviti Slimera u centrali je potpuno izbačen iz filma. U jednoj sceni Louis postavi klopku za duhove na stolu, dok iznad vise nekoliko prženih krila "Kentucky fried chicken". Slimer, privučen mirisom hrane, izađe iz zida te se približi piletini. Louis otvori klopku, no Slimer pobjegne na vrijeme i komad stropa padne na stol, stvorivši nered. U drugoj sekvenci, Louis ima opremu za hvatanje duhova te se pravi da je naručio dvije pizze. Slimer se pojavi sa stropa a on ga primijeti u zrcalu. Ispali snop lasera na njega, ali promaši i pogodi stol za kojim sjedi Janine, te joj se ispriča.[3]
- Nakon što su isjterivači duhova posjetili muzej, Ray je postao opsjednut Vigovim duhom. Dok vozi, Ray poludi i pokuša namjerno napraviti prometnu nesreću i tako likvidirati sebe i istjerivače duhova. Na sreću, Winston u zadnji tren stisne kočnice, nakon čega Ray dođe k sebi.
- Louis uspije izvuči istjerivače duhova iz ludnice. Oni ga upitaju kako mu je to uspjelo, a on odgovori da je imao veze zahvaljujući rođaku Shermanu (Eugene Levy), kojemu je obečao da će se provozati u njihovom autu. No istjerivači samo uđu u auto i otiđu.
- Nakon što ispale mlaz lasera na sluz koja prekriva muzej, Venkman nagovara ljude da pjevaju "Kumbaja" dok Stantz primijeti da su uspjeli napraviti samo malu rupu u sluzi.
- Nekoliko ljudi u podzemnoj željeznici otkriva duha koji liči na žabu i ima veliki jezik.[4]

## Zanimljivosti
- U uvodu, dječak u vrtiću koji kaže Rayju da su istjerivači duhova "prevaranti" je Jason Reitman, sin redatelja Ivana Reitmana koji je kasnije i sam postao redatelj i stekao slavu filmom Juno.
- Will i Hank Deutschendorf, blizanci koji glume bebu Oscara, su nećaci pjevača Johna Denvera.
- U sceni u kojoj Egon potraži informacije o Vigu, otkrije se da je njegovo puno ime Vigo Von Homburg Deutschendorf. Glumac koji glumi Viga se zove Wilhelm von Homburg a blizanci koji glume Oscara se prezivaju Deutschendorf.
- U sceni u kojoj stigne duh Titanika, zaposlenik u luci koji prokomentira događaj s "Bolje kasno nego nikad" je Cheech Marin.
- Producenti su isprva planirali dolazak Hindenburga, ali su se ipak na kraju odlučili za Titanik.
- Na početku druge sekvence ludovanja duhova, u jednoj sceni se primijeti kino u kojem igra film Djevojke kanibali - redateljski prvijenac Ivana Reitmana iz 1973.
- Scena u kojoj kaput od krzna jedne žene oživi je isprva napisan i planiran u prvom filmu.
- Oko 200 snimki specijalnih efekata je upotrijebljeno u cijelom filmu.
- Zeleni duh Slimera nakratko se pojavio u filmu isključivo stoga što je u animiranoj seriji Istjerivači duhova iz 1986. postao toliko popularan da je novi film bez njega postao nezamisliv.
- U intervjuu za časopis Entertainment Weekly Bill Murray je izjavio da nije bio osobito zadovoljan kako je film na kraju ispao, komentirajući: "Bilo je puno toga o sluzi, ali premalo o nama".

## Upitnost snimanja trećeg dijela
Iako su Aykroyd i producenti htjeli snimiti i treći dio nedugo nakon drugog dijela, to se još nije dogodilo. Situacija se odužila ponajprije jer Murray nije htio ponovno nastupiti kao Peter Venkman. Prilika za treći dio poprimila je zamah 2011. kada je Aykroyd čak i službeno najavio snimanje trećeg dijela te unajmio scenariste humoristične serije Ured (Gene Stupnitsky, Lee Eisenberg ). Međutim, Murray je i dalje odbijao prihvatiti ulogu. Naposljetku, u lipnju 2012. je izjavio da je odbio nastupiti u trećem dijelu jer "scenarij nije valjao". Aykroyd je potom izjavio da će se snimanje Istjerivača duhova III nastaviti bez Murrayja. Najavljeno je i pisanje novog scenarija, uz glasine da bi jedan od scenarista mogao biti i Ethan Coen.

## Kritike
Većina kritičara je mlako primila film, prigovarajući kako je samo repriza situacija i priče iz prvog filma te da nema originalnosti, ali bilo je i onih kojima se svidio. Christopher Null mu je dao 3 od 5 zvijezde: "Nitko nije nikada zaključio da su "Istjerivači duhova 2" velik film, ili čak dobar...Ipak, okupili su cijelu ekipu iz prvog filma i još uvijek su razmjerno smiješni u cjelini". Jonathan Rosenbaum ga također nije preporučio u svojoj recenziji: "Ovaj film ima iznenađujuće nisku količinu smijeha; neke od prvotnih ideja su dobre ali tu je jako malo energije u izvedbi, a ovog puta Murrayjeva hladnokrvnost se doima više anemično nego komično". Richard Luck je zapisao: "Da budem iskren, Murray, Sigourney Weaver pa čak i Aykroyd zaslužuju bolje od ovoga".
Kritičar Arsen Oremović je filmu dao jedan od četiri moguća 'kritičarska prsta'.
Ipak, bilo je i kritičara kojima se nastavak svidio: kritičar Empire časopisa ga je hvalio i zaključio: "Skoro jednako oštar kao i prvi film, samo neznatno pati od par nužnih repetitivnih elemenata". Peter Canavese mu je dao čak 3 od 4 zvijezde. "S dovoljno pametnih dijaloga da se mjeri s originalom, "Istjerivači duhova 2" su dovoljno dobri da osramote mnoge komedije na prijelazu Tisućljeća".

## Vanjske poveznice
- Istjerivači duhova 2 u internetskoj bazi filmova IMDb-a
- Rotten-tomatoes.com
- Izbačene scene
- Istjerivači duhova 2  Arhivirana inačica izvorne stranice od 21. prosinca 2008. (Wayback Machine)na Filmski.net
- 10 stvari koje sam volio kod “Istjerivača duhova 2”
- Online scenarij Zadnja promjena u veljači 1989
- Kratak izvještaj sa snimanja Kratka TV reportaža na YouTube